# Oudemirdum
Oudemirdum (Fries: Aldemardum) is een dorp in de gemeente De Friese Meren, in de Nederlandse provincie Friesland. Het dorp ligt ten zuidwesten van Balk tussen Rijs en Nijemirdum in de streek Gaasterland. Het dorp is omgeven door de natuurgebieden Elfbergen, Jolderenbos en Oudemirdumer Klif. In 2023 telde het dorp 1.395 inwoners. 

## Geschiedenis
Het dorp is waarschijnlijk tussen de 11e en 12e eeuw ontstaan te midden op een zandrug. Het is daarmee een van de oudere plaatsen in Gaasterland. Door de vorm van het oorspronkelijke dorp en de lommerrijke ligging doet het ook denken aan een esdorp, maar dat is het niet.
Mogelijk werd de plaats in de 12e eeuw voor het eerst vernoemd. In 1148 is sprake van Meretha en in 1155 Merthen, maar of het echt om Oudemirdum zou gaan is onduidelijk. Men is wel vrij zeker dat het in 1245 als Mordum werd vermeld. De plaatsnaam zou waarschijnlijk verwijzen naar een merencomplex waarbij het lag, afgeleid van het Germaanse woord mari. In 1325 werd de plaats vermeld als de Merdum en in 1328 als Mairden.
Er was toen al sprake van een satellietnederzetting ten noordoosten van het oudere dorp, aangeduid als het nieuwe Mirdum, het latere Nijemirdum. De eerste vermelding van het oudere Mirdum dateert van 1412, toen het als ldemardum werd vermeld. In 1462 werd het vermeld als Oudemerden, in 1579 als Aldmardem en in 1718 als Oldemerden.
De huidige Nederlands Hervormde Kerk dateert uit 1790 en heet De Fontein. Hij is gebouwd op de fundamenten van een tufstenen kerk uit de 13e eeuw, waarvan bekend is dat die een spitse stenen toren had. Oudemirdum was rond 1790 nog een kleine buurt, maar er hoorden verscheidene buitenbuurtjes en huizen van naam bij: Elfbergen, Vierhuizen, de Woudakkers, de Dollen, Gaastburen, Gortburen en de Mazen.
Het dorp zelf groeide sterk in de 20ste eeuw. In 1933 werd er de Boskerk van de gereformeerde gemeente gebouwd. 
Tot 1 januari 1984 behoorde Oudemirdum tot de gemeente Gaasterland waarna het tot 2014 tot de gemeente Gaasterland-Sloten behoorde.

## Toerisme
Doordat het in een bosrijk gebied ligt is er relatief veel toerisme in en nabij het dorp. Het dorp kent ook meerdere campings. 
Ten zuiden van Oudemirdum aan de Liemerige Wei ligt het attractiepark Sybrandy's Speelpark.

## Bezienswaardigheden
In het zuidoosten van het dorpsgebied staat het buiten/landhuis Riniastate, dat in 1843 werd gebouwd. In het westen staat midden in het Jolderenbos de Luchtwachttoren 6H3 - Oudemirdum, een overblijfsel van de Koude Oorlog die staat op het hoogste punt van Gaasterland. Ten noorden van het dorp ligt het landgoed en huis Kippenburg.

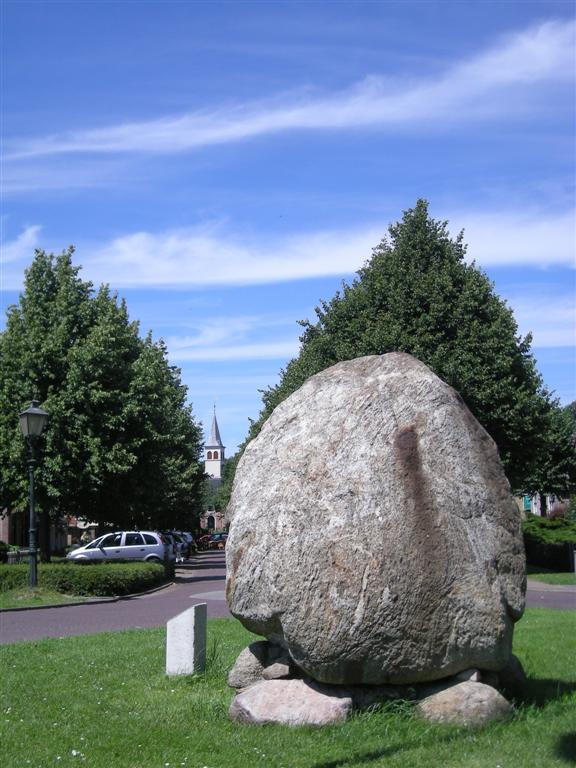
Oudemirdum met zwerfsteen
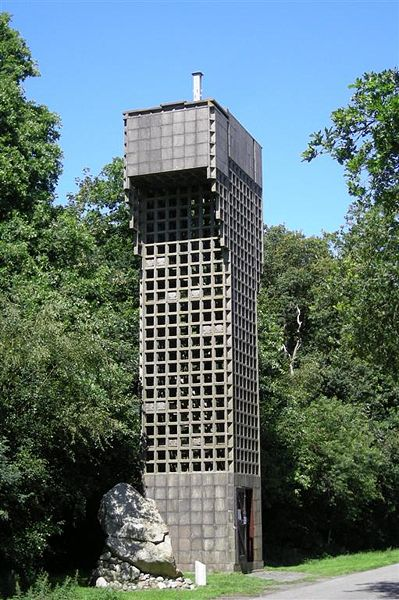
Luchtwachttoren 6H3 - Oudemirdum
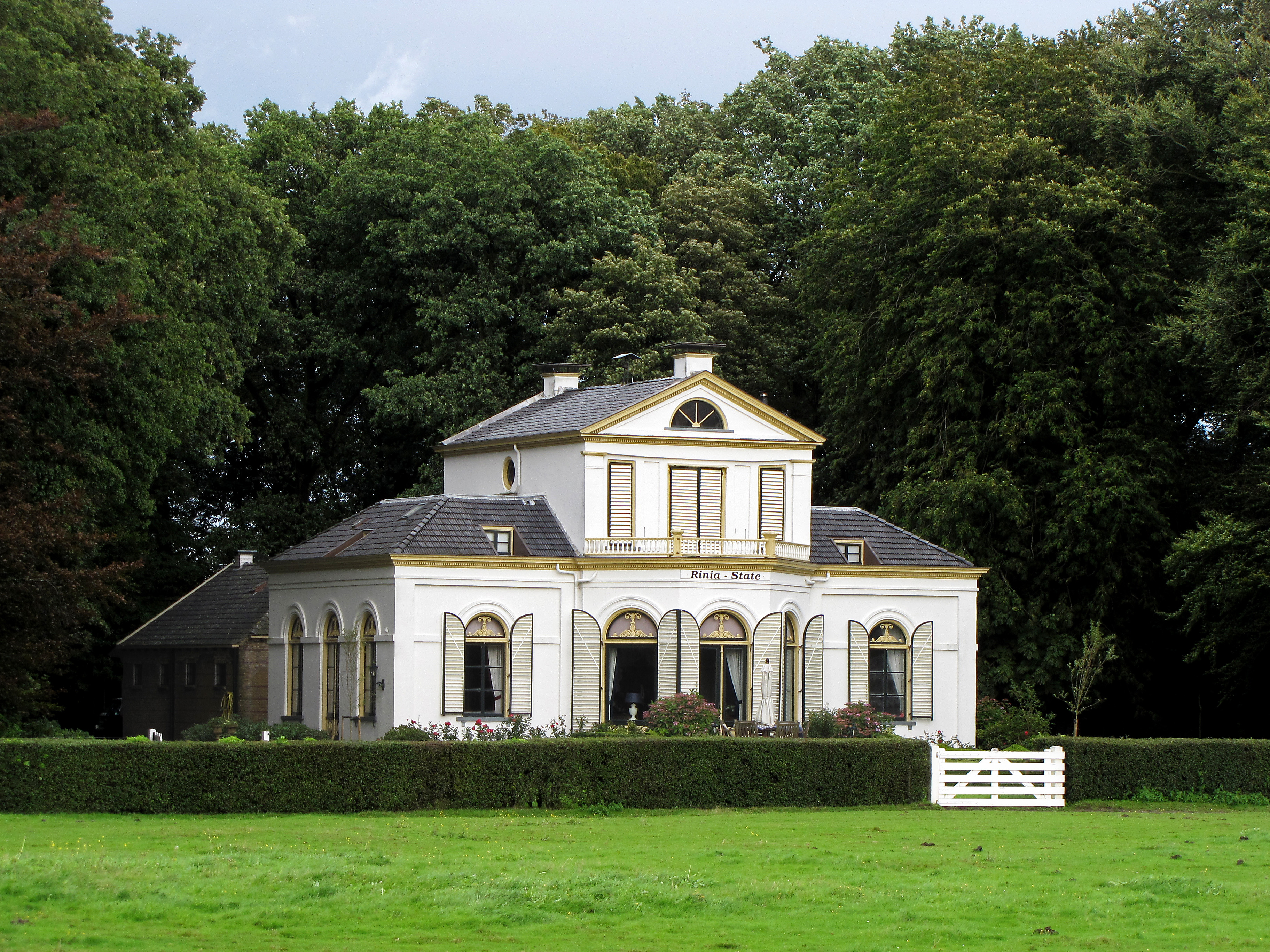
Landhuis Riniastate
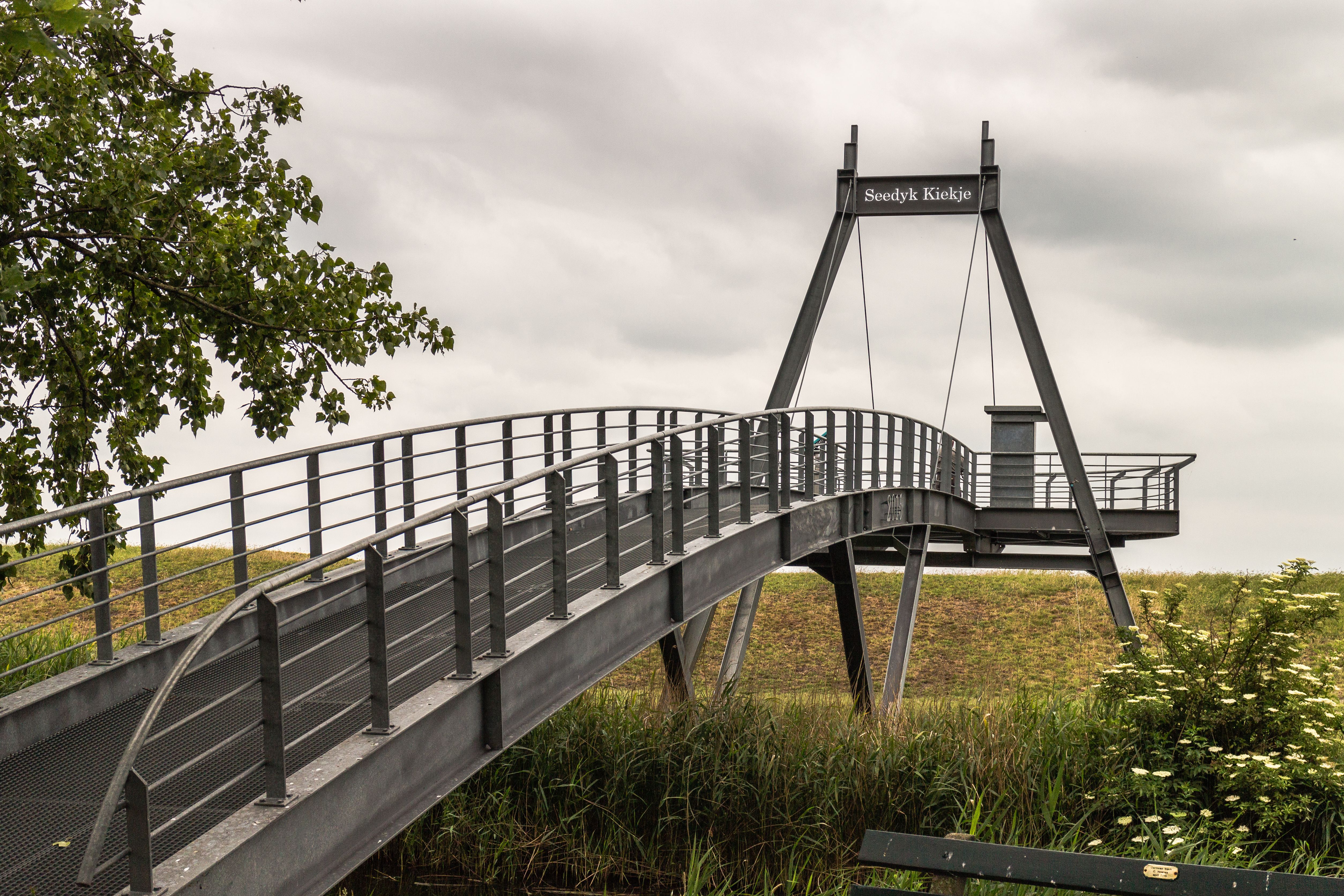
Uitzichtpunt Seedyk Kiekje aan de Liemerige Wei ten zuiden van Oudemirdum
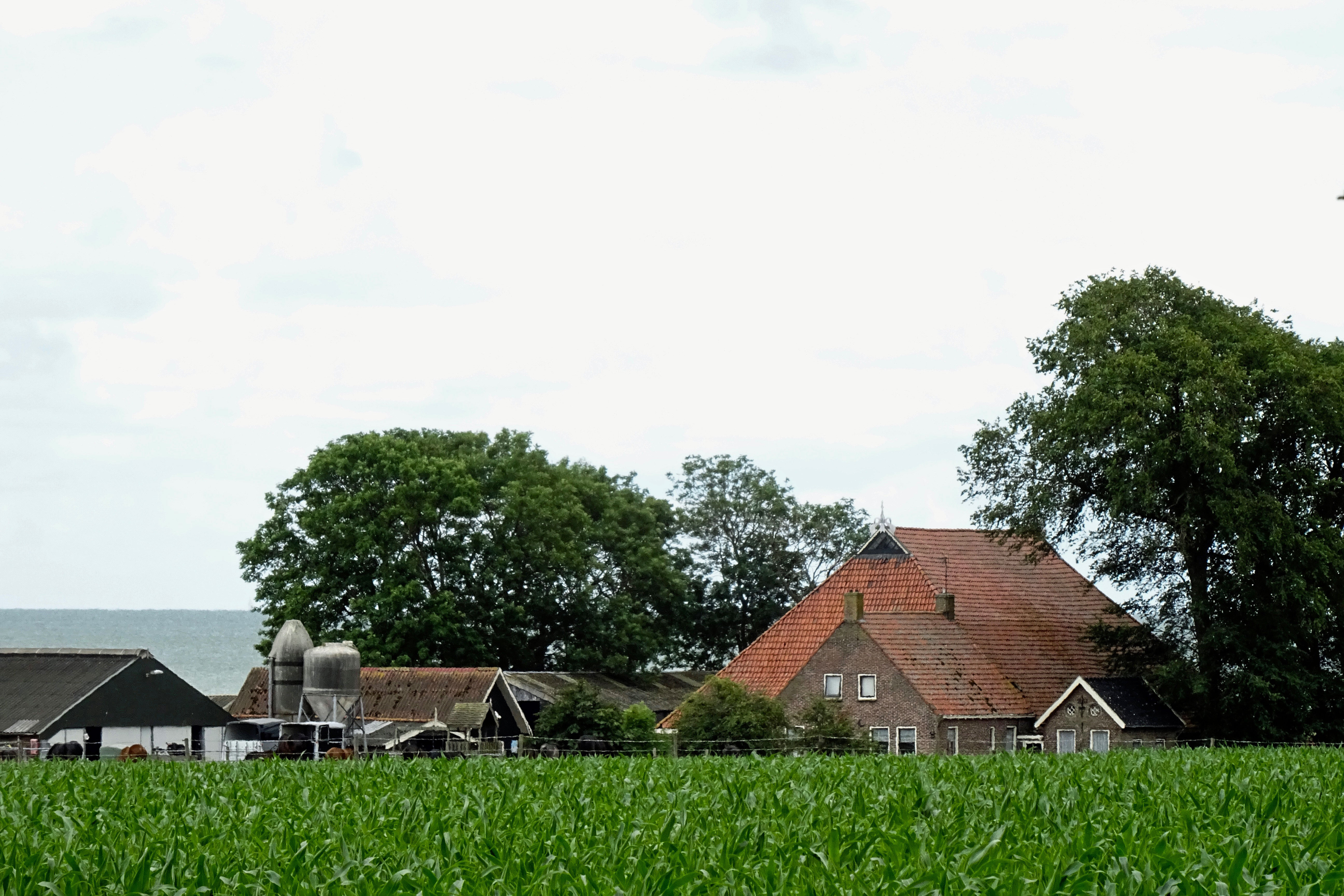
Opfok bedrijf voor jonge paarden, aan het IJsselmeer.

## Sport
Sinds 1965 heeft het dorp samen met Nijemirdum een voetbalvereniging. VV N.O.K. is gevestigd is Oudemirdum en sinds 1973 onderdeel van omnisportclub SV NOK. In juni is er in het dorp een open strandvolleybaltoernooi en in november vindt er de Marderhoekloop plaats.

## Openbaar vervoer
- Lijn 44 (streekbus): Sneek - Bolsward

## Geboren in Oudemirdum
- Henricus Aeneae (1743-1810), wetenschapper
- Johannes Reitsma (1837-1902), theoloog
- Albertus Petrus ter Meulen (1845-1895), burgemeester
- Jaap Mulder (1933-2016), politicus
- Douwe Breimer (1943), farmacoloog, hoogleraar